# Chirocephalus pelagonicus
Chirocephalus pelagonicus là một loài động vật giáp xác thuộc họ Chirocephalidae. Đây là loài đặc hữu của Cộng hòa Macedonia.